# Comté de Cocke
Pour les articles homonymes, voir Cocke.
Le comté de Cocke est un comté de l'État du Tennessee, aux États-Unis, fondé en 1797.